# 鎌田浩二
鎌田 浩二（かまだ こうじ、1970年 - ）は、日本の作曲家、音楽家、レコーディング・ディレクター。兵庫県出身。血液型O型。

## 概要
1992年に『せみまる』を結成、1994年11月22日解散。1995年にロックバンド「LOWDOWN」を結成、ZAIN RECORDSより、「MAYBE LOVE BABY LOVE」で、翌1996年にメジャー・デビュー。1999年に解散するが、2002年に、シャ乱Qのつんく♂、まこと、新堂敦士らと、こーじ名義で「THE つんくビ♂ト」を結成。以降、レコーディング・ディレクターとしての活動を行う。2006年に、つんく♂が設立した芸能事務所「TNX」の取締役に就任。2007年にはつんく♂が参加した筒美京平作品トリビュート・アルバム『the popular music』収録曲「セクシャルバイオレットNo.1（原曲:桑名正博）」のプロデュースを担当している。

## レコーディング参加
- 後藤真希『3rdステーション』『How to use SEXY』
- つんく♂『TAKE1』『タイプ2』『V3〜青春カバー〜』
- 平家みちよ「ムラサキシキブ」
- 松浦亜弥『×3（トリプル）』
- モーニング娘。『No.5』「シャボン玉」『愛の第6感』『レインボー7』『SEXY 8 BEAT』「女に 幸あれ」『プラチナ 9 DISC』